# Szabó Imre (labdarúgó)
Szabó Imre (1918. június 3. – ?) válogatott labdarúgó, csatár, jobbszélső, edző.

## Pályafutása

### Klubcsapatban
A Haladás, majd a MATEOSZ labdarúgója volt. Apró termetű, gyors, gólveszélyes szélső csatár volt, aki pontosan adott be.

### A válogatottban
1945 és 1947 között két alkalommal szerepelt a válogatottban.

## Statisztika

### Mérkőzései a válogatottban
| Magyarország | Magyarország         | Magyarország              | Magyarország | Magyarország | Magyarország | Magyarország | Magyarország | Magyarország |
| #            | Dátum                | Helyszín                  | Hazai        | Eredmény     | Vendég       | Kiírás       | Gólok        | Esemény      |
| ------------ | -------------------- | ------------------------- | ------------ | ------------ | ------------ | ------------ | ------------ | ------------ |
| 1.           | 1945. augusztus 20.  | Budapest, Üllői úti pálya | Magyarország | 5 – 2        | Ausztria     | barátságos   | -            |              |
| 1.           | 1947. szeptember 14. | Bécs, Práter stadion      | Ausztria     | 4 – 3        | Magyarország | barátságos   | -            | 46'          |
|              | Összesen             |                           |              | 2            | mérkőzés     |              | 0            | gól          |